# Uruk-hai
Los uruk-hai son una raza ficticia del universo fantástico de la Tierra Media creado por el escritor británico J. R. R. Tolkien. Se identifican en El Señor de los Anillos como una clase o conjunto de clases de orcos que sirven a Saruman y también a Sauron.

## Terminología
El nombre "Uruk-hai" está formado por Uruk, que en lengua negra significa orco en relación con la palabra "Urko" del lenguaje Quenya inventado por Tolkien, y hai que significa "gente" o "pueblo" [cita requerida]. Entonces se puede traducir "Uruk-hai" como pueblo Orco.
Existe un término similar: "Olog-hai" (pueblo Troll), utilizado para una clase de trolls especialmente fuertes y capaces de soportar la luz del sol.
Christopher Tolkien describe a los "Uruks" como un anglicismo de "Uruk-hai" y su padre solía utilizar ambos términos de forma similar bastantes veces [cita requerida]. Aunque "Uruk-hai" significa simplemente "pueblo Orco", este último término estaba reservado para una clase específica de orcos de gran fuerza, los cuales llamaban "snaga" (esclavo o gusano) a las demás clases.

## Descripción
Eran una subespecie de orcos que apareció en la Tercera Edad, formando parte de las huestes de Sauron, quien los empleaba como soldados contra el reino de Rohan. Saruman aprendió los métodos de Sauron y los reclutó para construirse su propio ejército. No se revela con qué artes hizo estas criaturas, aunque los pozos de nacimiento descubiertos en la Cuarta Edad debajo de Isengard sugiere que Saruman utilizó minerales y otros depósitos de las cavernas. Los Uruk-hai tenían un aspecto más uniforme que el resto de razas de orcos: piel negra y de un rojo oscuro, ojos grandes y amarillos, y cabellos largos y negros. Los uruks tenían piernas fuertes y rectas y medían más de 1,80 m. A diferencia de los orcos más deformes, estos podían soportar la luz del sol, aunque seguían sin gustar de ella.
Los Uruk-hai contaban con un gran talento bruto para la lucha, lo que los convertía en máquinas fuertes y obedientes. Eran brutales, disciplinados, resueltos y persistentes, capaces de recorrer grandes distancias sin apenas descansos. Al igual que todas las criaturas sometidas al Ojo, los uruks eran terriblemente despiadados y sin cualquier tipo de compasión. Bastaba un entrenamiento básico y elemental sobre las armas para transformarlos en el ejército ideal.
Los uruks tenían la respiración dura y profunda, y eran unas criaturas enormes, unos gigantes de pecho, cuello, hombros y mandíbulas de gran tamaño. Gruñían de forma constante y hacían muecas casi siempre, casi como si sufrieran un dolor continuamente y su único alivio fuera la violencia. Andaban como si estuvieran subiendo una cuesta con zancos, porque desde que nacían les metían en pesadas armaduras, y sus pasos daban impresión de peso y velocidad; recibían un entrenamiento limitado, solo lo más básico, pero eran luchadores letales e instintivos, mucho más fuertes y peligrosos que los orcos, usaban bracamartes y escudos para golpear y aplastar. Se defendían con la fuerza, nada de refinamientos o desviaciones, solo golpes brutales que devolvían el arma que les atacaba por la dirección en la que había venido. A veces ni siquiera se molestaban en defenderse, confiaban en su armadura y se lanzaban directamente al ataque. Golpeaban y rajaban y a veces daban la vuelta a la espada y utilizaban la punta de atrás para inmovilizar a un enemigo, o simplemente lo destripaban con las puntas de su escudo.
Antes de que Saruman lanzara su ataque contra el reino de Rohan, buscó la mejor manera de llevar a cabo esa tarea. Lo cierto es que a Saruman no le importaba demasiado la supervivencia de los Uruk-hai, pero no podía permitir que fallasen o todos sus esfuerzos habrían sido en vano. Saruman también conocía los defectos de los Uruk-hai: eran bestias leales y fieles, pero no tan independientes como los orcos. De esta forma se entiende que a no ser que estuvieran bajo un mando superior o un capitán que los dirigiera, los uruks no sacaban todo su partido durante los combates.
Sauron también tenía sus propios Uruk-hai. Estos eran, a diferencia de los de Isengard, más grandes, fuertes y desarrollados, pero no tenían un nivel tecnológico ni unas armas tan avanzadas como las que Saruman proporcionó a sus Uruks. El color de la piel también variaba. Los uruks de Mordor no tenían la piel tan quemada como la de sus parientes de Isengard, debido quizás a la escasa luz que entraba en Mordor y que les daba un color azul verdoso.
Los uruks también repugnaban en gran medida a los orcos, a los que consideraban como criaturas menores y sin importancia, se referían a ellos como Snaga, esclavo en lengua negra, y no les importaba demasiado que vivieran o murieran. Estos conflictos solían acabar en brutales peleas entre los dos bandos (como se vio en Cirith Ungol) en las cuales se solía imponer por la fuerza los Uruk.
En el libro Las Dos Torres, se menciona que los Uruks son el resultado del cruce -natural o no- de orcos y trasgos (originalmente, goblin-men, una palabra que designa a los orcos de las montañas, más pequeños y ágiles que los demás). En ocasiones, los conceptos de Uruk-hai y de semiorco son confundidos; sin embargo, los semiorcos son descritos en el libro como un cruce entre orcos y hombres, innovado originalmente por Morgoth y retomado por Saruman, pero esencialmente diferentes de los Uruk-hai.

## Historia
Los Uruk-hai tuvieron un papel primordial en los ejércitos del mal durante la Guerra del Anillo. Los primeros ataques de los Uruk-hai en la guerra contra el reino de Rohan se dieron, junto a dunlendinos y trasgos de las montañas, contra las cercanas granjas y poblados de la zona.
Sin embargo, su primera gran aparición militar fue en los vados del Isen, donde derrotaron al ejército de Rohirrim y dieron muerte a Théodred, el hijo de Théoden. Más tarde una pequeña hueste de Uruk-hai liderada por Uglúk (o Lurtz en la trilogía cinematográfica) atacó a la Comunidad del Anillo en la colina de Amon Hen, donde capturaron a los hobbits Merry y Pippin y dieron muerte a Boromir de Gondor. Sin embargo, esta pequeña hueste fue aniquilada en las lindes de Fangorn por los Rohirrim al mando de Éomer.
En esta ocasión los uruks llevaban un equipo más ligero, tal vez para movilizarse con más agilidad por el bosque de Amon-Hen o para recorrer con más rapidez los kilómetros que separaban Isengard y Amon-Hen, sustituyendo sus armaduras de placas por otras más ligeras de pieles y cuero.
Tiempo más tarde, Saruman lanzó su ataque sobre el Abismo de Helm pero el ataque fracasó y ningún Uruk que fue enviado regresó con vida.
En la guerra contra Gondor, los Uruks participaron en todas las batallas contra sus odiados enemigos: en Osgiliath, el sitio de Gondor, los campos de Pelennor...
Incluyendo el motín de los orcos en Cirith Ungol por la posesión de la cota de malla de mithril de Frodo, que acabó con la victoria de Shagrat (capitán Uruk-hai de Cirith Ungol) y sus soldados.
También formaron parte de la gran hueste que fue enviada a la Puerta Negra para repeler al rey Elessar y sus huestes, la batalla acabó en tragedia y los escasos Uruk-hai supervivientes se reagruparon y se escondieron junto con otros en las laderas de las cercanas montañas de Mordor, donde jamás volvieron a ser vistos y tampoco supusieron ningún peligro a los pueblos libres de los hombres.

## Adaptaciones
Tanto en El Señor de los Anillos de Ralph Bakshi como en El retorno del Rey de Rankin/Bass, no hay ninguna diferencia entre los orcos y los uruks.
En la trilogía cinematográfica de Peter Jackson resalta claramente la diferencia entre Uruk-hai y orcos, aunque no entre Uruk-hai y semiorcos, ya que estos últimos no aparecen en la trilogía. A pesar de ello, los Uruk-hai son representados de forma leal al libro, mencionándose su origen mixto de orcos y trasgos. Aparecen tanto uruks de Isengard como de Mordor, con pocas diferencias físicas entre ambos. En la batalla de Cuernavilla, los Uruk-hai utilizan ballestas, mientras que en el libros son mencionados con grandes arcos. Así mismo, la armadura de los Uruk-hai de Isengard varía muchísimo en comparación con la escasa descripción que dan de ella en el libro. Mientras que en la adaptación encontramos un ejército armado con pesadas corazas de metal y cota de malla, en el libro tan solo se menciona que portaban armaduras de cuero y yelmos de cimera alta.

## Personajes conocidos
Entre la gran variedad de Uruks, cabe destacar a Lurtz (capitán Uruk-hai, y comandante de la hueste que atacó a la comunidad), Uglúk (segundo al mando), Mauhúr (favorito de Ugluk) y Shagrat (Uruk-hai de Mordor y capitán de Cirith Ungol). También hay una cantidad más grande de uruk-hai citados tanto en el libro, como en las adaptaciones, pero de carácter muy secundario.